# Gustavo Eberto
Gustavo Eberto (* 30. August 1983 in Paso de los Libres; † 3. September 2007 in Buenos Aires) war ein argentinischer Fußballspieler.
Gustavo Eberto  spielte von 2003 bis 2006 für den argentinischen Traditionsklub Boca Juniors. Dort absolvierte der Torhüter zwei Ligaspiele. 2006 wechselte er zum Club Atlético Talleres, wo er einmal in einem Zweitligaspiel im Tor stand. Für die argentinische U-20-Nationalmannschaft bestritt er 26, für die U-23-Nationalmannschaft fünf Spiele. 2003 nahm er an der Junioren-Fußballweltmeisterschaft teil und wurde mit seinem Team Vierter und gewann die U-20-Südamerikameisterschaft. Im Alter von 24 Jahren starb Eberto 2007 an Hodenkrebs, der Anfang 2006 diagnostiziert wurde.